# اولی اشمیت
اولی اشمیت (آلمانی: Uli Schmied؛ زادهٔ ۲۳ فوریه ۱۹۴۷) قایقران روئینگ اهل آلمان شرقی بود.
وی در مسابقات کشوری و بین‌المللی در مجموع برندهٔ ۳ مدال طلا، ۲ مدال نقره، ۲ مدال برنز شده‌است.